# Pantoporia elisa
Pantoporia elisa är en fjärilsart som beskrevs av Hans Fruhstorfer 1898. Pantoporia elisa ingår i släktet Pantoporia och familjen praktfjärilar. Inga underarter finns listade i Catalogue of Life.